# لایکا سی‌ال
لایکا سی‌ال (به انگلیسی: Leica CL) یک دوربین عکاسی تک‌لنزی بازتابی و آنالوگ ساخت شرکت لایکا و مینولتا است. لایکا این دوربین را نخستین بار در سال ١٩٧٣ میلادی با همکاری مینولتا تولید کرد و در بازار ژاپن با نام لایتز مینولتا سی‌ال (Leitz Minolta CL) عرضه شد. هم لایکا سی‌ال و هم لایتز مینولتا سی‌ال در خط تولید جدید مینولتا در اوزاکای ژاپن ساخته شدند.  لایکا بیش از ٤ دهه بعد در سال ٢٠١٧ میلادی نیز دوربین دیجیتال بدون آینه جدیدی با نام Leica CL تولید کرد.